# Ontmoetingskerk (Geersdijk)
De Ontmoetingskerk is een voormalig kerkgebouw in de plaats Geersdijk in de Nederlandse provincie Zeeland, gelegen aan Geersdijkseweg 1.

## Geschiedenis
Op 18 september 1864 werd in Geersdijk een Christelijke Afgescheiden Gemeente geïnstitueerd. Vanaf 1869 maakte de gemeente onderdeel uit van de Christelijk Gereformeerde Kerken en vanaf 1892 van de Gereformeerde Kerken in Nederland. De diensten vonden aanvankelijk plaats in een gebouw aan de Hoofdstraat en vanaf 1910 in een kerkgebouw aan de Oostkruisstraat. Tijdens de watersnoodramp van 1953 liep dit gebouw waterschade op en werd besloten een nieuwe kerk te bouwen.

## Nieuwbouw
Voor de bouw van een nieuw kerkgebouw werd financieel bijgedragen door de eigen gemeente, de deputaten van kerkbouw der gereformeerde kerken en het Nationaal Rampenfonds. Op 10 november 1958 werd de eerste steen gelegd en de kerk kon een jaar later in gebruik worden genomen, op 30 november 1959 waarbij door ds. H.L. van Aller werd gepreekt over Psalm 84. Het ontwerp werd geleverd door architect ir. P.J. 't Hooft.

## Sluiting en herbestemming
In de jaren 1980 werd in het kader van het Samen op Weg-proces een verband gesticht met de plaatselijke hervormde gemeente, waarna beide gemeentes nog enkel gebruik maakten van de Ontmoetingskerk. In 2004 fuseerde beide gemeenten tot de protestantse gemeente Geersdijk. Door een afname van het aantal leden is deze gemeente gefuseerd met de protestantse gemeente van Wissenkerke welke op 23 juni 2013 de laatste dienst hield in de Ontmoetingskerk.
Nadien stond de kerk leeg, totdat in 2017 een omgevingsvergunning werd verleend om de kerk te verbouwen tot particuliere woning.

## Gebouw
De zaalkerk is in een sobere modernistische stijl ontworpen en opgetrokken uit baksteen. Het voorportaal is wit gepleisterd en dubbele houten deuren gaven toegang tot de kerk. De kozijnen zijn uitgevoerd in beton en geven een diepte in de zijgevel. De slanke toren is op een schoorsteenachtige manier uitgevoerd, met een eenvoudige betonnen bekroning.
In 1957 kreeg de orgelbouwer Gebr. van Vulpen opdracht om een tweeklaviers orgel te bouwen voor de nieuwe kerk. Opmerkelijk was dat het orgel eerst werd uitgeleend aan het protestantenpaviljoen op de wereldtentoonstelling Expo 58 die gehouden werd in Brussel. Vanaf 20 mei 1958 werd het orgel hier gebruikt om dagelijks korte kerkdiensten te begeleiden. Pas in mei 1960 werd het orgel in de Ontmoetingskerk in gebruik genomen. In 2013 werd het interieur van de kerk herbestemd, waaronder het orgel, dat werd verkocht aan het Sint Stanislascollege te Berchem en geplaatst in hun kapel door de firma Pels.